# Eublepharis hardwickii
Eublepharis hardwickii är en ödleart som beskrevs av  Gray 1827. Eublepharis hardwickii ingår i släktet Eublepharis och familjen geckoödlor. IUCN kategoriserar arten globalt som livskraftig. Inga underarter finns listade i Catalogue of Life.